# Alfonso Orantes
Alfonso Orantes (Guatemala; 17 de julio de 1898 - El Salvador; 19 de junio de 1985) fue un poeta guatemalteco.
Su trabajo literario es de suma importancia para Guatemala, ya que escribió textos que criticaron el paso de las dictaduras de este país centroamericano, especialmente las del licenciado Manuel Estrada Cabrera y la del general Jorge Ubico Castañeda.

## Biografía
Nació en Guatemala el 17 de julio de 1898 y estudió en el entonces prestigioso Instituto Nacional Central para Varones, donde se destacó por sus textos y artículos.  Mientras estudiaba en el instituto, ganó el concurso literario «La epopeya de América». Junto con sus compañeros del instituto formó parte de la llamada «Generación del 20». En 1920 ingresó a la Escuela Facultativa de derecho y Notariado de la Universidad Nacional donde alternó actividades con activismos liberales, formó parte del «Honorable Comité de Huelga de Dolores», de la Asociación de Estudiantes «El Derecho» y se graduó como abogado el 22 de enero de 1927.
En 1928 ganó el premio a la poesía vanguardista y tres años después fundó la revista Vida y luego estudió escultura en la Academia Nacional de Bellas Artes de Guatemala, en donde entabló una gran amistad con el escultor Rafael Yela Günther.
En 1932 viajó por Centroamérica, México, Estados Unidos y Cuba, viajes en los cuales se relaciona con numerosos escritores y artistas; muchos lo llamaban el «malabarista de la palabra y el sonido». En 1935 publicó su libro Arbolbola el cual causó mucho revuelvo en las bibliotecas guatemaltecas debido a que usaba un tipo totalmente nuevo de poesías con juegos de palabras y cosas por el estilo, lo que desafiaba el elegantismo de la poesía guatemalteca de entonces. En este mismo año volvió a viajar por toda la América del Norte, donde promocionó su libro.
Su forma particular de hablar puso en riesto su vida en más de una ocasión, tal como cuando pronunció la oración fúnebre en la inhumación de los restos del escultor Rafael Yela Günther durante el gobierno del general Jorge Ubico: Orantes concluyó con la célebre frase que se ha atribuido en más de una ocasión a diferentes personajes: «¿Qué les da Guatemala a sus hijos? El encierro, el destierro y el entierro.»
En 1938 contribuyó a la fundación de la «Editorial CENTRO». Fue Catedrático de Filosofía General, Filosofía del Derecho, Historia de la Filosofía, Sociología, Literatura Universal, Estética, Redacción Periodística, Estilística, Estilo Periodístico, Ética, Metodología de la Literatura y Gramática Española.    También fue colaborador de las revistas Universidad de San Carlos y ALERO, ambas editadas por la Universidad de San Carlos, y fue corresponsal de la revista ACTUAL de la Universidad de Los Andes de Mérida, Venezuela.
Durante su vida fue jurado en numerosos certámenes tanto literarios, como de pintura, y también ejerció durante muchos años la crítica literaria y artística; sus acertados juicios eran codiciados por muchos y temidos por otros.
En 1942, a raíz de la persecución constante del gobierno del general Jorge Ubico, se asiló en Costa Rica, país en el que vivió y trabajó hasta la caída del régimen guatemalteco en julio de 1944. Su artículo denominado La Democracia como Necesidad y no como Merecimiento dado a conocer en El Salvador en plena dictadura de Maximiliano Hernández Martínez, le valió la antipatía del régimen, que le negó el asilo político que había solicitado al salir de Guatemala.
Durante el breve gobierno de la Junta Revolucionaria que sustituyó al general Federico Ponce Vaides fue censor de espectáculos y miembro del comité de alfabetización. Al llegar al poder el doctor Juan José Arévalo en 1945, Orantes fue llamado a colaborar con el gobierno como enviado extraordinario y ministro plenipotenciario de Guatemala en Panamá en 1947, en Ecuador en 1948, en Venezuela en 1949 y como embajador en Chile en 1950. En este último país entabló una gran amistad con el poeta chileno Pablo Neruda. Finalmente, formó parte de la junta de liquidación de Asuntos de Guerra.
Durante el gobierno del Coronel Jacobo Arbenz Guzmán  (1950-1954) se desempeñó como Presidente de la Junta Nacional Electoral. Al ser derrocado Arbenz en 1954 por un golpe de Estado dirigido por la CIA y por la United Fruit Company, Orantes se asiló en El Salvador.
Murió en El Salvador el 19 de junio de 1985, tras su largo exilio en ese país centroamericano.

## En la literatura
Es el personaje «Hormiga Loca» de la novela Viernes de Dolores de Miguel Ángel Asturias.